# Somari

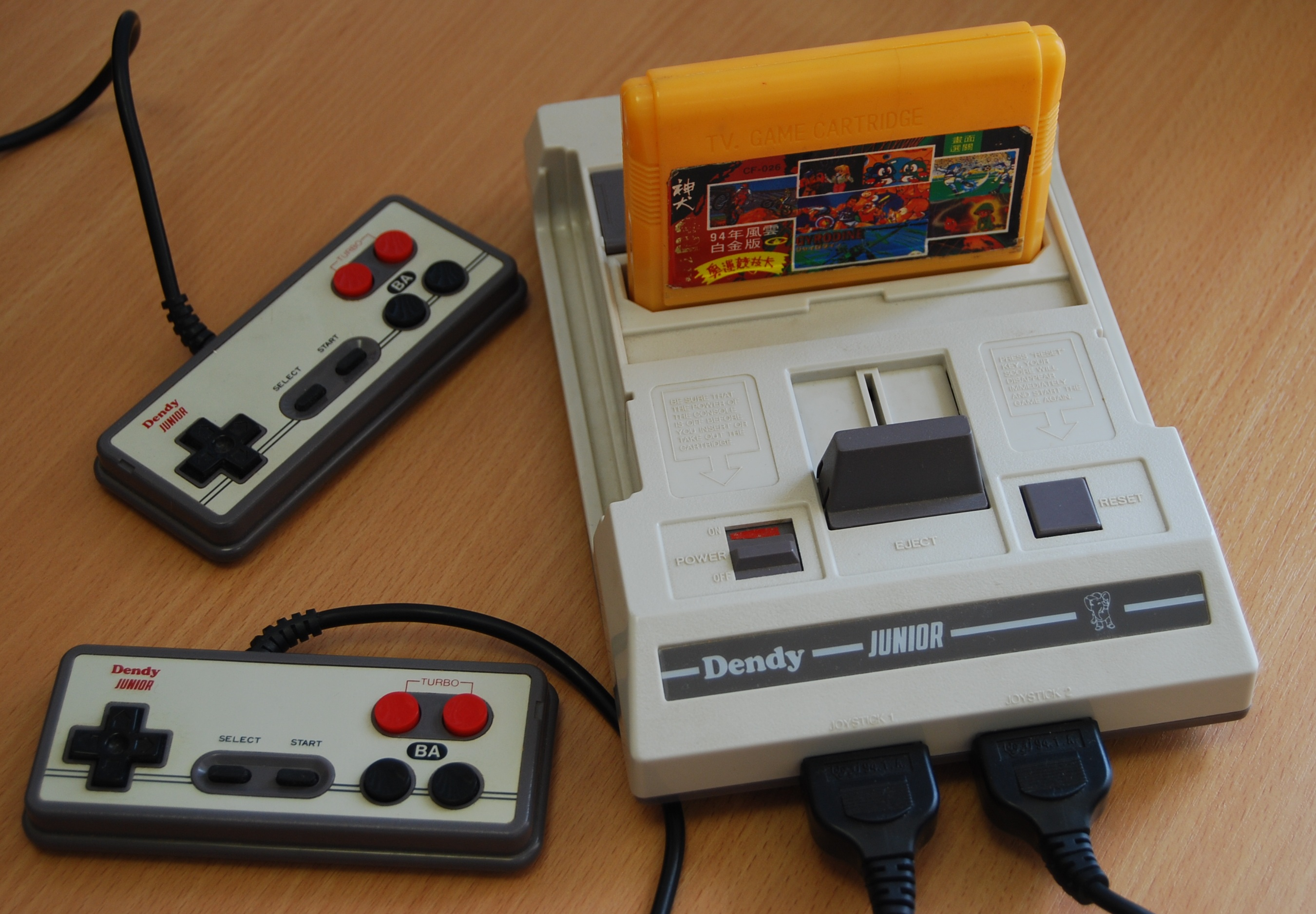
Console de jogos Dendy Junior (clone russo Famicom/NES) com cartucho de jogo inserido e ambos os controladores conectados.

Somari (também conhecido como Somari the Adventurer) é um port não oficial do game da Sega, Sonic the Hedgehog, produzido pela empresa Hummer Team e publicado pela Ge De Industry Co. para o Nintendo Famicom e vendido inicialmente em Hong Kong, por volta de 1994. O jogador controla Mario, que por algum motivo usa sapatos similares aos de Miles "Tails" Prower. O nome Somari é uma junção dos nomes SOnic e MARIo.

## Enredo
O enredo de Somari  utiliza vários elementos do jogo original de Sonic. 
"Somari, um encanador italiano com notáveis semelhanças ao personagem Mario, se perdeu nos encanamentos e acabou indo parar em Mobius. Enquanto caminhava pelo local, Somari encontra vários animais robotizados que tentam atacá-lo. Estes animais robotizados, criações do malvado cientista Dr. Robotnik, são parte de um plano maligno para transformar todos os animais (incluindo coelhos e pássaros) em robôs maus. A fim de acabar com essas transformações, Somari terá que progredir por seis estágios, cada um composto por três atos. Durante sua jornada, Somari  precisa derrotar vários robôs e enfrentar o próprio Dr. Robotnik cinco vezes. Após o cientista ser derrotado, Somari liberta os indefesos animais não-robotizados."

## Estágios
Os estágios são baseados em suas versões do jogo para Mega Drive: Green Hill, Marble, Spring Yard, Labyrinth, Star Light e Final Zone (Scrap Brain está ausente) enquanto os Special Stages são baseadas em suas versões de Master System/Game Gear.  As músicas são semelhantes às do jogo original, embora o resultado da conversão ao chip sonoro do Famicom tenha deixado a desejar. O jogo ainda possui um aviso de direitos autorais: "1994 Somari Team".

## Jogabilidade
A jogabilidade de Somari é consideravelmente semelhante à do  jogo original. Se espelhando na ênfase de Sonic em sua velocidade, Somari corre quase tão rápido quanto o ouriço, apesar de que às vezes há uma certa dificuldade em fazer o encanador correr. Como um todo, a jogabilidade é levemente devagar. Os itens, chefes, estágios e inimigos são praticamente idênticos aos do jogo original. Ao contrário de Sonic, Somari precisa obter 100 anéis para ter acesso aos Special Stages no final das fases e se for atingido por um inimigo, ele os perde. Os Special Stages não servem para nada, a não ser aumentar a pontuação do jogador.
O jogo possui um temporizador como na versão original, mas independente do tempo levado para finalizar um estágio, o bônus do tempo sempre será de 5000 pontos. Assim como em Sonic 1, cada estágio é dividido por três atos e no final do terceiro, Somari enfrentará Dr. Robotnik em uma de suas engenhocas.

## Diferenças entre o jogo original
Apesar de Somari copiar os conceitos de jogabilidade do Sonic the Hedgehog original, suas implementações se diferem de várias formas:
- Diferente da versão original, Somari pode usar o Spin Dash, o qual foi introduzido somente em Sonic the Hedgehog 2.
- Enquanto o ouriço perdia todos os anéis ao ser atingido, Somari perdia três mesmo quando possui apenas um.
- Cada estágio é baseado nos de Sonic, utilizando-se de vários elementos dos estágios originais mas com layouts totalmente novos.
- Diferente do Sonic the Hedgehog original que foi lançado originalmente para um console 16-bit (Mega Drive), este aqui foi lançado para um console 8-bit (NES)

Sonic 3D Blast 5: O mesmo que Somari, mas o jogador controla Sonic. Em vez de começar na Green Hill Zone, o jogador começa na Spring Yard Zone. Não confundir com a versão pirata do Game Boy com o mesmo nome.
Sonic 3D Blast 6: O mesmo que Sonic 3D Blast 5, mas com uma tela de título diferente (a mesma de Sonic 3D Blast) e o jogador começa na Marble Zone.
Family Kid: O mesmo que Somari, mas o jogador controla um personagem com o mesmo nome do jogo. Ele tem as características de uma criança e uma aparência de super herói, provavelmente tenha sido copiado de algum anúncio.
Sonic & Knuckles 5: Também conhecido como Super Sonic 5. Apesar de Knuckles aparecer ao lado de Sonic na tela de título, o equidna não é jogável em nenhum momento. 
Doraemon: Não deve ser confundido com o game oficial do Nintendo Entertainment System de mesmo nome. A tela de título, os sprites, os efeitos sonoros e a música foram alterados. Ao contrário de Somari, quase todo o texto está em chinês. Para completar um estágio, o personagem não passa por uma placa. Ele apenas caminha até o fim da tela para iniciar um novo estágio.
The Hummer : Um hack feito pela própria Hummer Team estrelando o mascote da empresa, o Hummer Pony. Está presente no cartucho Super New Year 15 in 1.
e assim como Sonic 3D Blast 5, o jogo se inicia na Spring Yard Zone.